# Selysius
Selysius és un subgènere de ratpenats del gènere Myotis, dins de la família dels vespertiliònids. Aquest grup conté una quarantena d'espècies que, en comparació amb altres ratpenats del mateix gènere, es caracteritzen per tenir els peus relativament petits, un uropatagi gran i una preferència per caçar insectes en ple vol.